# Haut-Courtrai
Haut-Courtrai (en néerlandais : Hoog Kortrijk) est un quartier de la ville belge de Courtrai. Ce quartier est situé au sud du centre-ville historique. Le quartier couvre la partie de la ville au sud de l'autoroute E17 .

## Toponymie
Le nom néerlandais Hoog Kortrijk fait référence au château 't Hooghe qui occupe le centre du quartier. Mais le quartier dépasse en même temps cette description toponymique et occupe une zone beaucoup plus large. Le nom francophone Haut-Courtrai est une traduction du nom néerlandais.

## Histoire
Haut-Courtrai  est un pôle de développement important du développement urbain de la ville de Courtrai .
En vue de développer une structure cohérente et une identité reconnaissable pour ce quartier, la commune de Courtrai et l'Intercommunale de la vallée de la Lys ont décidé au début de 1990 de lancer un concours de design urbain multiple. De cette façon, ce quartier pourrait fonctionner comme une partie à part entière de la ville. La mission consistait en trois choses : 
1. élaborer un plan de développement urbain visant à structurer le quartier du Haut-Courtrai de manière à renforcer les possibilités d'expansion de la région;
2. les fonctions dispersées forment ensemble un ensemble urbain cohérent et créent ainsi une image reconnaissable;
3. Développer un lien fort avec le centre-ville afin que les pôles ancien et nouveau s’enrichissent mutuellement et forment un tout ".
Les participants étaient: 
- Stéphane Beel (BE)
- Rem Koolhaas (NL)
- Bernardo Secchi (IT)
- Bob Van Reeth (BE)

Ce concours a eu lieu du 30 mars 1990 au 1er octobre 1990. C'est l'italien urbaniste Bernardo Secchi a été le gagnant.

## Fonctions régionales et urbaines

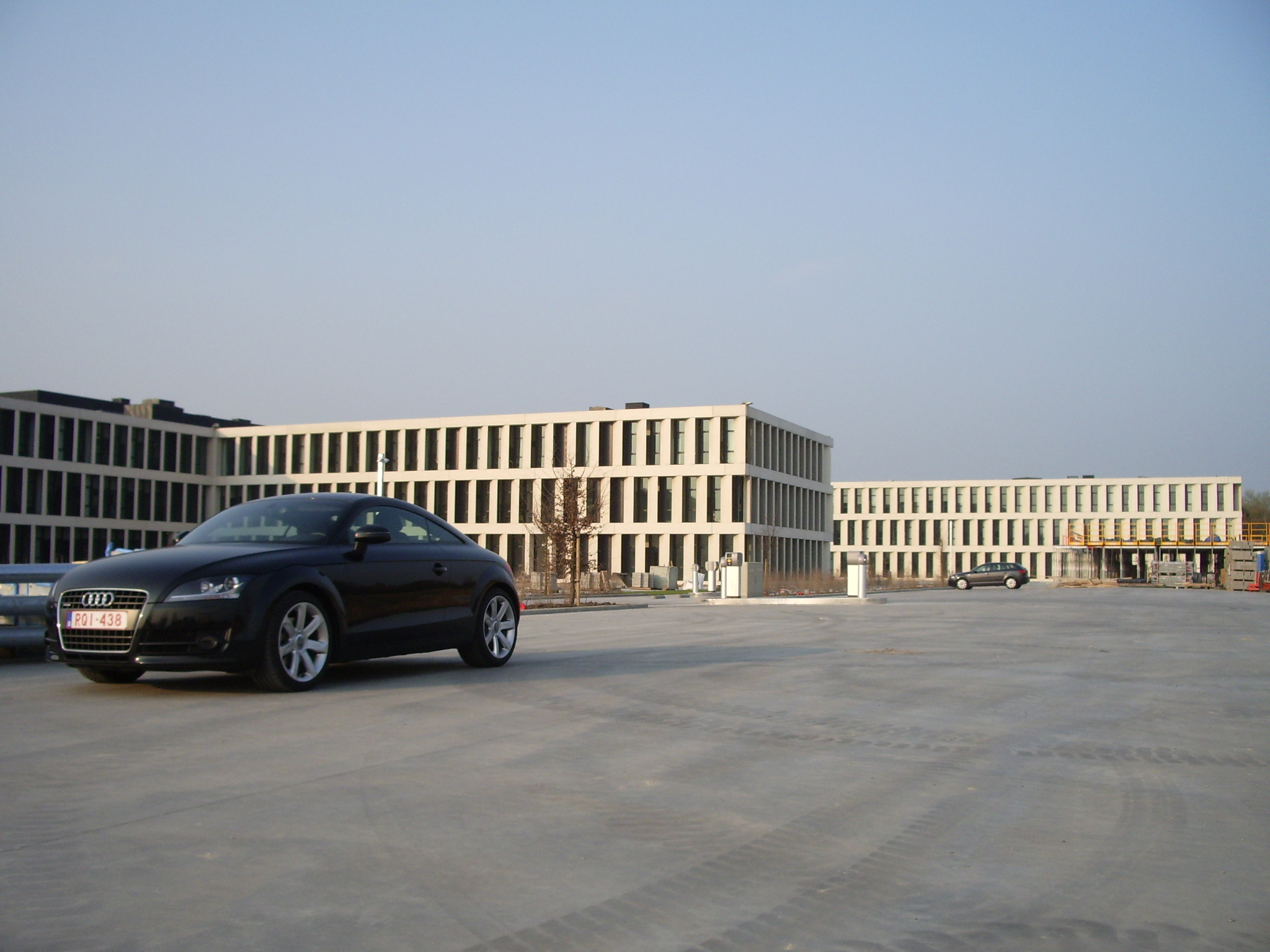
Le campus de l'avenue Kennedy de l'AZ Groeninge juste avant l'ouverture en avril 2010

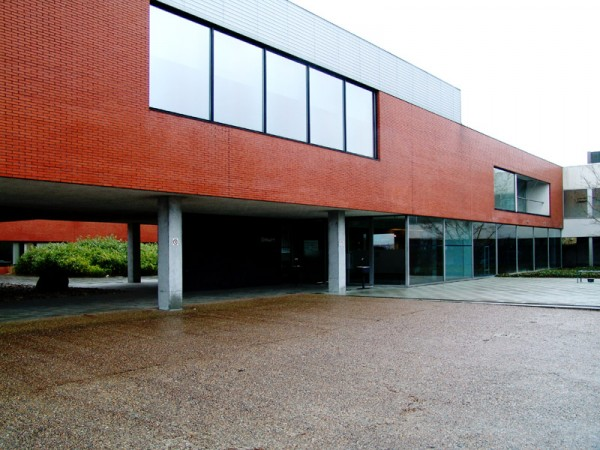
Bâtiment b

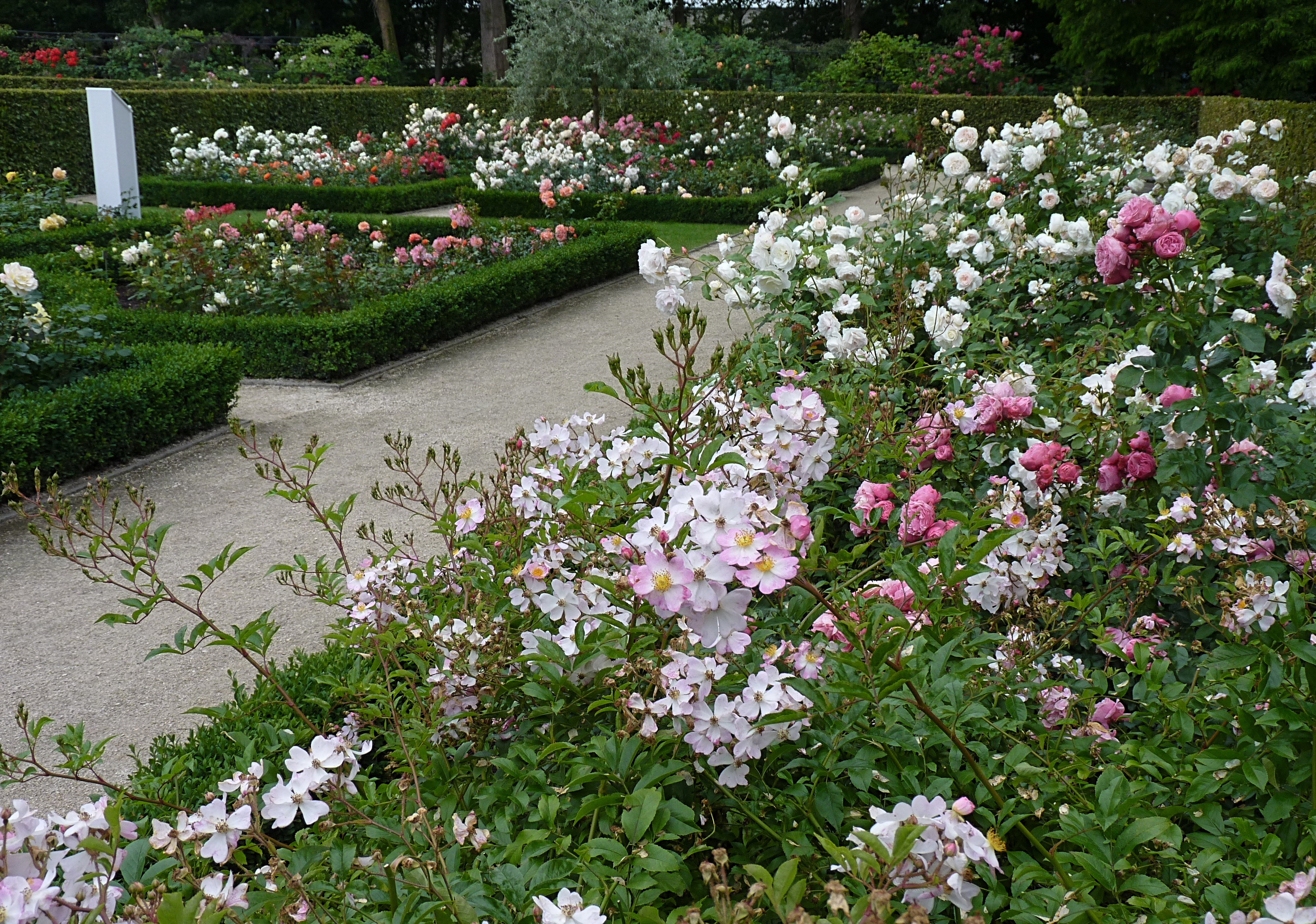
Vue de la roseraie internationale de Courtrai.

Au cours des trois dernières décennies, un certain nombre de fonctions urbaines et régionales ont été créées au sein du Haut-Courtrai dont : 
- Commerce et services
  - le parc d'activités Kennedy
  - le parc des expositions international de Kortrijk Xpo
  - Centre de réunion Gruzenberg
  - Grande salle de sport Lange Munte
  - Le nouveau campus avenue Kennedy de l'hôpital AZ Groeninge (ouverture en 2010)
  - Cimetière du Haut-Courtrai[1] conçu par Bernardo Secchi[1]
  - Crematorium 'Uitzicht' conçu par E. Souto de Moura[1], lauréat du prix Pritzker 2011
- Établissements d'enseignement
  - le campus universitaire de Courtrai du KULAK (campus de la Katholieke Universiteit Leuven)
  - Katholieke Hogeschool Zuid-West-Vlaanderen Katho, maintenant appelée Katholieke Hogeschool Vives .
    - HANTAL, Département des sciences commerciales et de l'administration des entreprises
    - HIVV, Département de soins infirmiers et obstétrique
    - IPSOC, Département des formations sociales
    - VHTI, Département de technologie et d'informatique

  - Syntra West, centre de formation de la classe moyenne
- Détente et shopping
  - un complexe de la chaîne de cinéma internationale belge Kinepolis
  - un magasin de la chaîne sportive française Décathlon
  - Forêt Kennedy
  - Parc du château 'T Hooge
  - la roseraie internationale

## Trafic et transport
Haut-Courtrai borde l’autoroute E17 et l'échangeur dit de l'oeuf de Courtrai. En 2008, une nouvelle voie de contournement a été installée sur l'œuf afin que les automobilistes puissent se rendre directement au nouveau campus de l'AZ Groeninge sur l'avenue Kennedy, sans avoir à se rendre au rond-point très fréquenté situé en face du complexe Kinepolis. L’axe central du Haut-Courtrai est l'avenue président Kennedy.
Les lignes de bus 1, 12 et 13 de Courtrai passent par le quartier. Une étude a été lancée en 2008 pour une meilleure connections en transports en commun entre les centres-villes de Courtrai et Haut-Courtrai.
Il existe également un parking-navette Park & Ride à Haut Courtrai, qui permet de rejoindre facilement le centre-ville en bus.